# Trnovo (Laško)
Trnovo is een plaats in Slovenië en maakt deel uit van de gemeente Laško in de NUTS-3-regio Savinjska. De plaats telde 85 inwoners op 1 januari 2020.